# Jewison Bennette
Jewison Francisco Bennette Villegas (Heredía, 15 de junho de 2004) é um futebolista costarriquenho que atua como ponta-esquerda. Atualmente joga pelo LNZ Cherkasy.

## Carreira em clubes
Revelado pelo Herediano, Bennette fez sua estreia profissional em agosto de 2021, na derrota por 3 a 2 para o Jicaral - neste jogo, marcou também seu primeiro gol. Um ano depois, o o Sunderland, equipe da EFL Championship (segunda divisão inglesa), anunciou a contratação de Bennette por 4 anos, que disputou outras 5 partidas (4 pelo Campeonato Costarriquenho e a Supercopa da Costa Rica) antes de assinar com os Black Cats.
Esteve emprestado ao Aris, da Grécia, em 2024.

## Seleção Costarriquenha
Representou as seleções de base da Costa Rica (categorias Sub-15 e Sub-20, onde ainda atua), estreando pelo time principal dos Ticos no empate sem gols com El Salvador, em agosto de 2021, sendo o mais jovem atleta a defender a seleção na história, aos 17 anos e 2 meses de idade. Foi convocado pelo técnico Luis Fernando Suárez para a disputa da Copa do Mundo FIFA de 2022, atuando como titular contra a Espanha (foi substituído por Bryan Ruiz) e saindo do banco de reservas nas partidas contra Japão (entrou na vaga de Anthony Contreras) e Alemanha (substituiu Johan Venegas), não evitando a eliminação na primeira fase.

## Vida pessoal
Seu pai, também chamado Jewison, e seu tio, Try Bennett, também seguiram carreira no futebol: o primeiro jogou quase toda a carreira no futebol costarriquenho (defendeu também o Comunicaciones da Guatemala entre 1997 e 1999) e disputou a Copa Ouro da CONCACAF de 1998 pela Seleção Costarriquenha, enquanto o segundo também vestiu a camisa dos Ticos (disputou a Copa Ouro da CONCACAF de 2003 e a Copa América de 2004).

## Títulos
Herediano
- Primeira Divisão da Costa Rica: 2021–22[12]
- Supercopa da Costa Rica: 2022